# الجامعة الخاصة للدراسات العلمية والتكنولوجية
الجامعة الخاصة للدراسات العلمية والتكنولوجية (بالفرنسية: Université Privée des Etudes Sientifique et tecnologie)‏ وتختصر UPES وهي العلامة الترويجية للمؤسسة وهي جامعة خاصة تقع بمدينة سيدي رزيق من ولاية بن عروس بـالجمهورية التونسية.

## الطلاب
على غرار التونسيين يدرس أيضا بالجامعة الخاصة للدراسات العلمية والتكنولوجية طلاب أجانب ومنها:
- جمهورية الكونغو الديمقراطية
- جمهورية الكونغو
- أنغولا
- ساحل العاج
- ليبيا
- بوركينا فاسو
- مالي
- موريتانيا
- غينيا بيساو